# 脱走兵
脱走兵（だっそうへい、英語：Deserter）とは軍事用語としての定義では「その軍人が負うべき義務を放棄した者」とされる。

## 概要
脱走(Desertion)とは任務を放棄して部隊を離れることであり、それは同時に軍事組織における権威、規律、その他の統制を拒否することである。脱走は基本的に二度と部隊に戻ることを意図しないために、軍事行政上では離隊よりも深刻な問題であると言える。特に戦闘中の敵前逃亡は殊更に戦闘行動に支障が出る事態であり、職業軍人倫理の重大な違反である。このため多くの国では不名誉除隊や懲罰部隊への転属など厳しいペナルティがある。
円満に部隊から離れる除隊を認める軍もあるが、いずれにせよ社会的な制裁は加えられる。
ヘンダーソンの研究によれば、軍人と市民の分離が強固であるほど兵員は脱走を行いにくくなり、かつ法的に処罰が準備されることで脱走を抑止することができると論じている。またファローの研究では19世紀においてイギリスの軍法では50回の鞭打ちと脱走兵にDの焼印が処されることになっていたことが明らかにされており、このような軍刑法によって脱走の抑止が意図されていた。

## アメリカの事例
最も脱走兵が出たのはベトナム戦争の頃で1971年に33,094人の脱走兵が出た。
これは当時の総兵力の3.4%にもなる。
アメリカ国防総省によるとイラク戦争で2003年と2004年の2年間だけで5,500人以上の脱走兵が出ている。
2005年には3,456人が脱走兵になった。これは全体の0.24%になる。
アメリカ軍では毎年、全体の0.2～0.3％の脱走兵が出ている、このうち58%は脱走途中で戻ってきている。
脱走兵は戦地だけでなくアメリカ国内の基地や在日米軍基地でも頻繁に発生している。
アメリカ軍の規則では脱走兵として指名手配されるのは30日後である。
遅刻や欠勤が即時、脱走兵としての指名手配になるわけではない。
数日程度なら軍法会議まで行わず、司令官決裁での懲罰で済まされる場合もある。
ただし、重大事件を起した場合は即時手配される。
脱走兵は軍隊に入隊したばかりの初期訓練時に軍隊の生活に馴染めない者から出やすいと言われている。
また、戦争開始直後や最前線へ配置転換される直前にも出やすい。
1950年に朝鮮戦争が始まった直後の例では、小倉市の城野キャンプから黒人兵250人が大量脱走。市内で強盗や暴行を働き、鎮圧に乗り出した軍との間で市街戦となったことがある（小倉黒人米兵集団脱走事件）。
アメリカ海軍においては艦隊勤務になったばかりの新兵が最初に訪れる外国が日本の沖縄であることが多い。
初めての遠洋航海で在日米軍基地に辿り着いた新兵が脱走する割合は非常に多く、
日本への寄港中はアメリカ海軍の脱走多発ポイントになっている。
実際に、船が出港するまでに毎回必ず数人が戻ってこなくなると言われている。
しかし、半数以上は自主的に戻ってきており、海軍側も慣れてしまっているため
軍法会議にかけて軍刑務所に送ったりせず懲罰で済ませていることが大半である。
脱走兵は海軍犯罪捜査局などの捜査員に追跡され逮捕される。
日本国内で脱走したアメリカ軍の脱走兵に関しては日米地位協定に基づき刑事特別法を根拠としてアメリカの捜査員が日本で逮捕権を行使することが出来る（本来は主権侵害となる行為で例外）。
2008年に脱走兵が起こした殺人事件が問題となり、脱走兵が日本で逃亡した場合に日本政府に対して通報を行うことになった。
しかし、脱走兵認定は30日を要するため、通報されるのは脱走から30日以上経過した後になる。
このため、脱走後30日は日本側が脱走兵の存在を把握できないことが問題となる可能性がある。

## イギリスの事例
政府の統計によると毎年2,600～3,000人の脱走兵が出ている。特にイラク戦争以降は増加傾向にある。
- 2001年　2,670人
- 2002年　2,970人
- 2003年　2,825人
- 2004年　3,050人
- 2005年　2,725人